# 江滬型フリゲート
江滬型フリゲート（ジャンフーがたフリゲート、Jiang-hu class frigate）は、053型フリゲートの中で対艦ミサイルを主兵装としたフリゲートである053H型、053H1型、053H2型および053H1G型、さらに艦載ヘリコプターなど新装備の実験艦である053H1Q型に与えられたNATOコードネームである。

## 概要
江滬型フリゲートは、対艦ミサイルを主兵装としたフリゲートである。1970年代から1990年代にかけて30隻という多数が建造され、中国人民解放軍海軍の主力哨戒艦艇として活動しており、後継の江衛型や江凱型が就役を開始した現在でも、なお数的には多数が就役している。
江滬I型（053H型）は、本来、艦対空ミサイル装備の江東型（053K型）と対になって活動する艦対艦ミサイル装備のフリゲートとして構想されており、船体設計の大部分を江東型から引き継いでいる。しかし、艦対空ミサイルの開発遅延と性能の低さから、江東型の大量配備は実現せずに終わった。このため、防空を江東型に依存するものとして構想された江滬I型（053H型）は、防空能力に重大な問題を抱えることとなったが、哨戒戦力の不足を補うために、14隻という多数が建造された。その後、053H型に小改良を加えた江滬II型（053H1型）9隻を建造したのち、抜本的な改設計を加えた江滬III型（053H2型）と改良を重ねたが、053H2型は数々の新機軸を導入したためにかえって運用実績は芳しくなく、これは3隻が建造されるに留まり、完全な新設計による江衛型の開発に移行した。
また、1990年代中盤には、台湾海峡・南沙諸島情勢の緊迫に対応した「戦時急造艦」として、より漸進的な設計に回帰した053H1G型（江滬V型）が開発され、6隻が配備された。
そのほか、江滬I型（053H型）の1隻は、新装備の実験艦に転用されて、江滬IV型（053H1Q型）となったが、これは、フランス製の先進的なソナー・システムと対潜兵装、艦砲を搭載したほか、艦載ヘリコプターの運用設備を追加装備しており、江衛型の開発にあたって重要な資料を提供したほか、中国海軍でもっとも優れた対潜艦として活動した。

## 江滬I型 / 053H型
053H型は、艦対空ミサイル搭載艦である053K型（江東型フリゲート）と対になって行動する、艦対艦ミサイル搭載艦として構想された。この構想は、江東型に搭載される艦対空ミサイルの開発遅延によって破綻したが、中国海軍の哨戒艦艇不足を解消するために053H型の配備は継続され、最終的には14隻という多数が建造された。

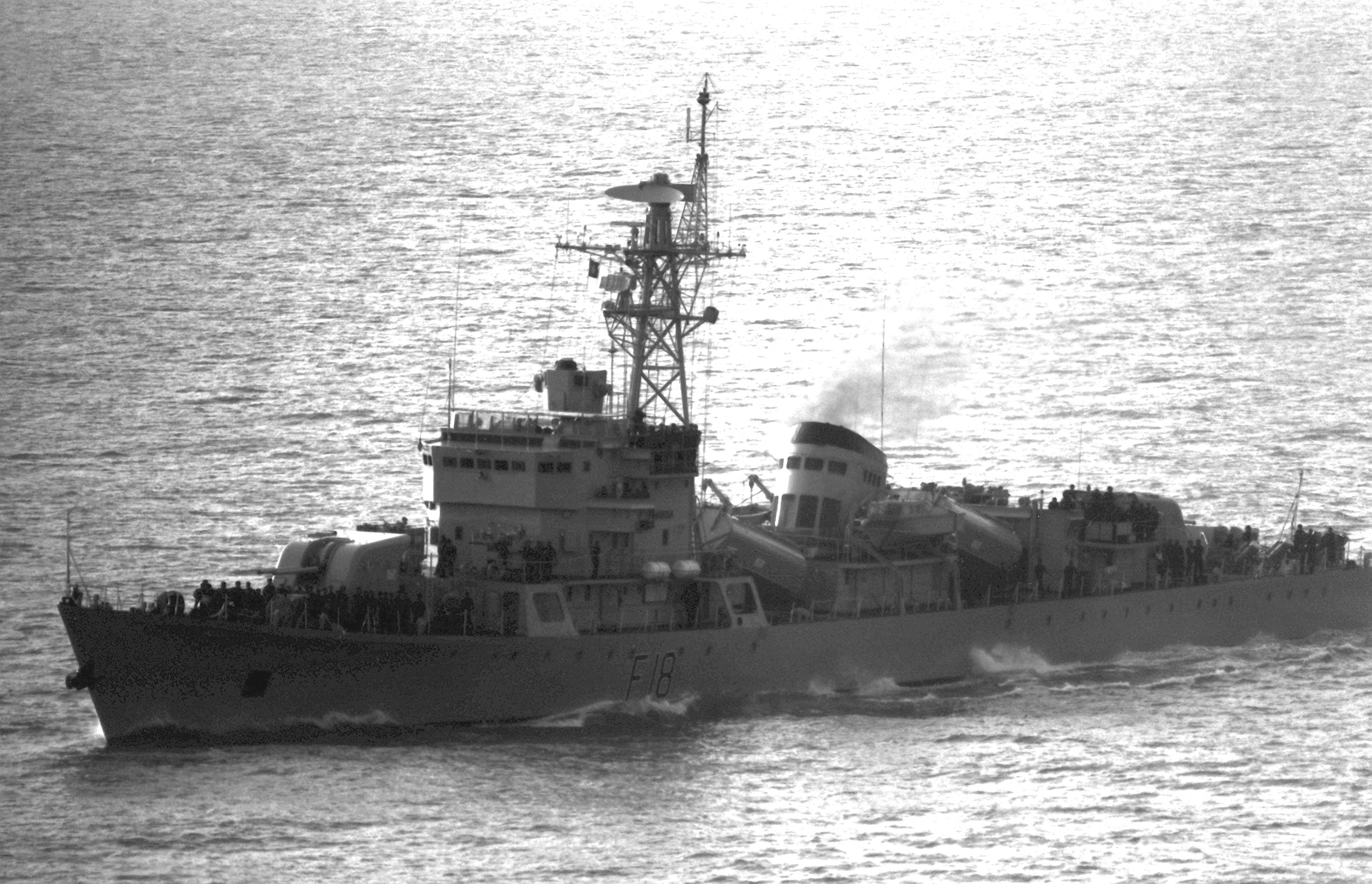
バングラデシュ海軍で運用中の江滬I型（053H1型）フリゲート

053H型の設計は053K型のそれを踏襲しているが、主砲や機関砲なども刷新していた053K型に対して、053H型では技術的冒険を避けて、対艦ミサイルをのぞくすべての武装を、旧来より使用してきた機種としている。また、電子装備も簡素なものであり、機械的な射撃指揮装置は搭載せず、戦闘情報センターの設置も行なわれなかった。
これらの配慮の結果、5年間で14隻という多数を急速建造することに成功したものの、レーダーなどの性能は不足しており、全天候戦闘能力もなく、各装備のシステム統合は全く不十分であった。また、053K型（江東型フリゲート）と対になるものとして構想されたがゆえにやむをえないとはいえ、対空火力は全く脆弱であり、対艦ミサイルはおろかジェット攻撃機に対しても対抗することは困難であった。
| 艦番号 | 艦名             | 就役   | 退役       | 備考 |
| ------ | ---------------- | ------ | ---------- | --- |
| 509    | 常徳 (Changde)   | 1979年 | 2007年     | 海警部隊に移籍され、大改装を受けて「海警44102」として再就役                                                   |
| 510    | 紹興 (Shaoxing)  | 1979年 | 2007年     | 海警部隊に移籍され、大改装を受けて「海警46103」として再就役                                                   |
| 511    | 南通 (Nantong)   | 1977年 | 2012年     | |
| 512    | 無錫 (Wuxi)      | 1978年 | 2012年     | |
| 513    | 淮安 (Huaian)    | 1977年 | 2013年     | |
| 514    | 鎮江 (Zhenjiang) | 1979年 | 2013年     | |
| 515    | 厦門 (Xiamen)    | 1975年 | 2010年     | |
| 516    | 九江 (Jiujiang)  | 1975年 | 2018年     | 2000年代にH/HJP12 122mm50連装ロケット砲を搭載した火力支援艦に改装。 同時に、主砲を99型100mm連装砲に換装した。 |
| 517    | 南平 (Nanping)   | 1976年 | 2010年     | |
| 518    | 吉安 (Jian)      | 1979年 | 2012年     | |
| 519    | 長治 (Changzhi)  | 1979年 | 2012年     | |
| 520    | 開封 (Kaifeng)   | 1980年 | 1985年廃艦 | |
| 551    | 茂名 (Maoming)   | 1980年 | 2012年     | |
| 552    | 宜賓 (Yibin)     | 1980年 | 2012年     | |

## 江滬II型 / 053H1型
053H型の反省から、性能強化型の053H1型が開発され、1982年から1988年にかけて9隻が配備された。これは、053H型をベースにして、砲熕兵装を053K型と同様の新型とするとともに電子装備を強化し、対艦ミサイルも改良型に変更したものである。また、南沙諸島情勢の緊迫化を受けて、南シナ海への配備も念頭において空調能力も強化されている。なお、西側諸国は当初、053H型と053H1型を同一のものと誤認し、一括して江滬I型のNATOコードネームを付与していた。
主砲は79式56口径100mm連装砲（PJ-33）に変更され、また、343型（Wasp Head）射撃指揮装置の導入によって、射撃精度は格段に向上した。ただし、この装備は初期建造艦には間に合わず、後期建造艦より装備されたほか、初期建造艦でも順次換装された。
このような改良を受けたにもかかわらず、053H1型は、性能的にはなお不足であった。このことから、根本的に改設計された053H2型が開発され、053H1型の11番艦・12番艦は053H2型として竣工することとなった。また、5番艦の「四平」（#544）は、のちに試験艦に転用され、形式番号も053H1Q型（江滬II型）に変更された。
| 艦番号 | 艦名            | 就役                                                               | 退役                                                               | 備考 | |
| ------ | --------------- | ------------------------------------------------------------------ | ------------------------------------------------------------------ | --- | --- |
| 533    | 台州 (Taizhou)  | 1982年                                                             | 2019年 7月13日                                                     | 旧名「寧波」(Ningbo)                                                                                                  | |
| 534    | 金華 (Jinhua)   | 1983年                                                             | 2019年 7月13日                                                     | | |
| 543    | 丹東 (Dandong)  | 1985年                                                             | 2021年 5月19日                                                     | | |
| 544    | 四平 (Siping)   | 建造途中で設計を変更し、053H1Q型（江滬IV型）として竣工し就役した。 | 建造途中で設計を変更し、053H1Q型（江滬IV型）として竣工し就役した。 | 建造途中で設計を変更し、053H1Q型（江滬IV型）として竣工し就役した。                                                    | |
| 545    | 臨汾 (Linfen)   | 1987年                                                             | 2019年 7月13日                                                     | | |
| 553    | 韶関 (Shaoguan) | 1985年                                                             |                                                                    | | |
| 554    | 安順 (Anshun)   | 1986年                                                             | 2012年                                                             | 2012年にミャンマーに売却され、「Mahar Thiha Thura」(F23)と命名された。                                                | 2012年にミャンマーに売却され、「Mahar Thiha Thura」(F23)と命名された。                                                |
| 555    | 昭通 (Zhaotong) | 1987年                                                             | 2021年 4月26日                                                     | | |
| 556    | 湘潭 (Xiangtan) | 1987年                                                             | 1989年                                                             | 1988年3月14日に発生したスプラトリー諸島海戦に参加。 1989年にバングラデシュに売却され、BNS「Osman」(F18)と命名された。 | 1988年3月14日に発生したスプラトリー諸島海戦に参加。 1989年にバングラデシュに売却され、BNS「Osman」(F18)と命名された。 |
| 557    | 吉首 (Jishou)   | 1988年                                                             | 2012年                                                             | 2012年にミャンマーに売却され、「Mahar Bandoola」(F21)と命名された。                                                   | 2012年にミャンマーに売却され、「Mahar Bandoola」(F21)と命名された。                                                   |

## 江滬III型 / 053H2型
中国海軍は、053H型を強化して053H1型を開発したものの、なおも性能面に問題があった。このことから、053H1型の建造を担当していた滬東造船廠は、さらに設計を抜本的に見直した強化型の建造を提案し、中国海軍はこれに同意した。これを受けて、053H1型の最後の2隻は、根本から設計を変更した053H2型として建造されることとなり、またさらに1隻が建造され、合計で3隻が1986年から1990年にかけて就役した。西側では、当初、053H1型から設計変更した最初の2隻を江滬III型、新規に建造された1隻を江滬IV型として種別したが、後に一括して江滬III型として改称された。

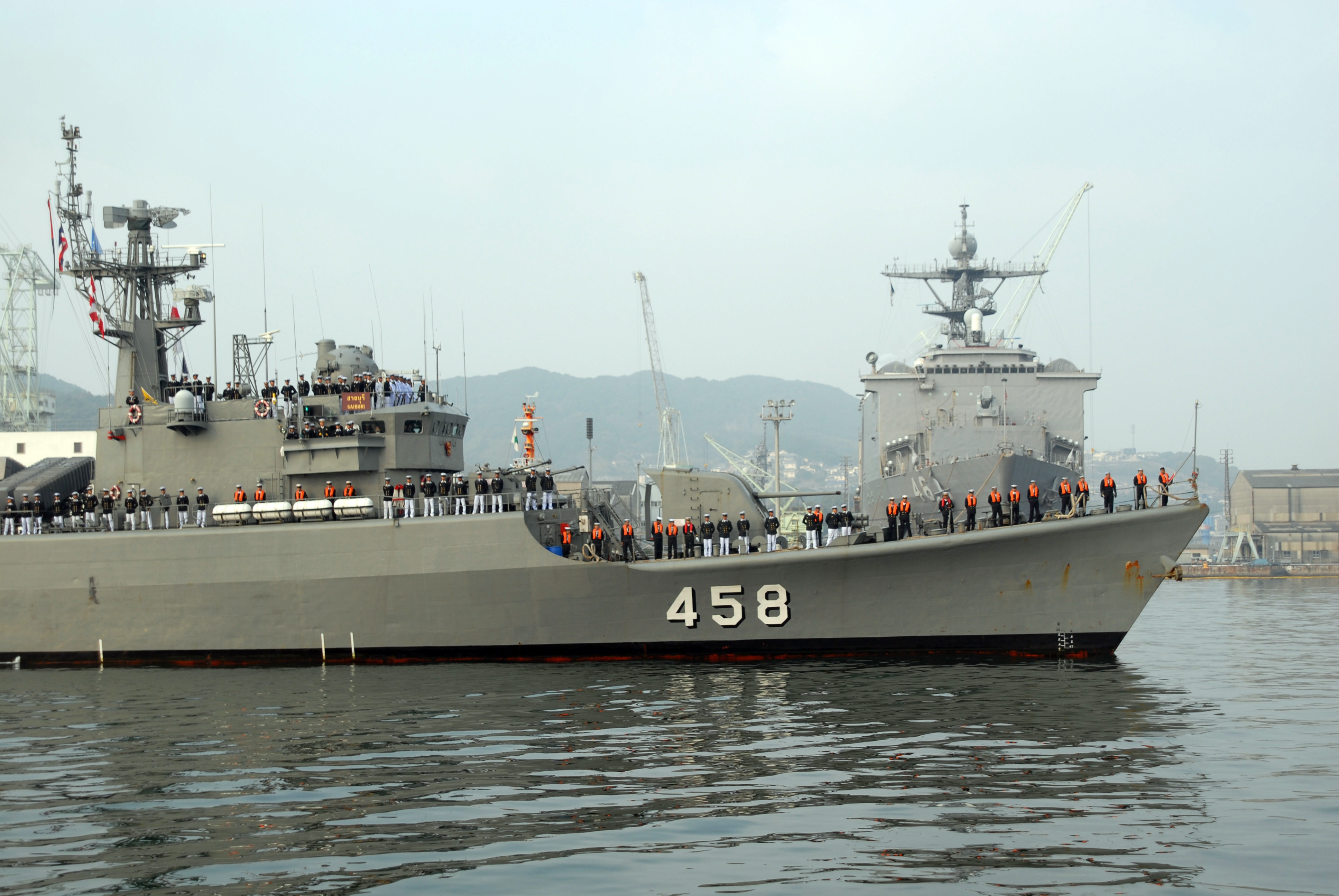
タイ王国海軍で運用中のチャオプラヤー級フリゲート（改053H2型）

053H2型では、053K型以来の平甲板船型から中央船楼型に変更されており、艦容は大きく変化し、また艦内容積も増大した。これ以外にも、西側の設計理念を導入しての改設計により、居住性は大きく向上した。さらに、中国のフリゲートとしては初めてNBC防御が導入され、空調設備は集中制御式の強制通気式となっている。
戦闘システムも大幅に刷新された。戦闘指揮所（CIC）が設置され、ここにはイギリス製のCTC-1629戦術情報処理装置（あるいはその中国版であるZKJ-3）が設置された。しかし、これは戦術データ・リンクを欠き、また性能面にも問題があったと言われている。対艦ミサイルは新型のYJ-8に変更され、性能的に大きく進歩したほか、より軽量であることから、搭載数は8発に増え、洋上での再装填も可能となった。さらに、中国海軍フリゲートとしては初めて、本格的なECM装備を搭載したことで、電子戦能力も大幅に向上している。本級の電子戦装置は、ニュートン・ベータ・システムの改良型とされている。これは、イタリアのエレトロニカ社のニュートン・シリーズの小型艦（250～1,000トン）向けバージョンであり、1985年に第723研究所（揚州船用電子儀器研究所）により、981型（HZ-100、輸出名はNRJ5）として山寨化された。ELT-211電波探知装置、ELT-318電波妨害装置（ノイズ・ジャミング用）、ELT-521電波妨害装置（欺瞞用）によって構成されている。
このように数々の新機軸を導入してはいるが、対艦ミサイル発射筒の配置に問題があり、発射時に高温の発射炎が艦の後半分を覆ってしまう、また艦内容積の増大に対して船体形状を改めなかったために安定性にも問題があるなど、その運用実績は必ずしも良好とはいえなかった。このため、053H2型の建造は3隻で打ち切られ、完全な新規設計による大型の053H2G型の開発に移ることとなった。
| 艦番号 | 艦名            | 就役            | 退役           | 備考                                                                 |                                                                      |
| ------ | --------------- | --------------- | -------------- | -------------------------------------------------------------------- | -------------------------------------------------------------------- |
| 535    | 黄石 (Huangshi) | 1986年 12月14日 | 2013年 4月27日 | 2013年にバングラデシュに売却され、BNS「Ali Haider」(F17)と命名された | 2013年にバングラデシュに売却され、BNS「Ali Haider」(F17)と命名された |
| 536    | 蕪湖 (Wuhu)     | 1987年 12月29日 | 2013年 4月27日 | 2013年にバングラデシュに売却され、BNS「Abu Bakar」(F15)と命名された  | 2013年にバングラデシュに売却され、BNS「Abu Bakar」(F15)と命名された  |
| 537    | 滄州 (Cangzhou) | 1990年 11月17日 | 2019年 8月5日  | 旧名「舟山」(Zhoushan) 2006年7月31日に現艦名にと改称                 |                                                                      |

## 江滬IV型 / 053H1Q型
江滬IV型（053H1Q型）は、江滬I型（053H1型）の5番艦であった「四平」（#544）を改装した試験艦であり、従って、本型に属するのは同艦の1隻のみである。当初は江滬II型と称されていた。
本型は、西側諸国から導入した新装備を実艦に搭載し、運用試験を実施するために開発された。本型で導入された新装備の主たるものは下記のとおりである。
1. フランス クルーゾ・ロワール社製 T100C 100mm55口径コンパクト砲、およびNAJA光学射撃指揮装置
100mm55口径コンパクト砲は、フランス海軍が従来使用してきた1968-11型100mm単装砲をあらゆる面で上回る性能を有していたが、結局本国では採用されず、主として輸出に供された。中国は、この砲の最大のカスタマーである。
2. フランス製 DUBA-25（あるいはその中国版であるSJD-7）ソナー・システム、7826型水中攻撃指揮装置
DUBA-25はフランス海軍のデチエンヌ・ドルヴ級通報艦に搭載されたもので、36個のステーヴを直径115 cmのシリンダー状に配置しており、使用する周波数は8～10 kHzの中周波数、それぞれのステーヴが形成するビームの幅は10度で、周波数変調連続波 (FM-CW)方式、パルス幅は30ないし90ミリ秒である。
3. イタリア製 B515型 324mm短魚雷3連装発射管およびA244/S短魚雷
B515型 324mm短魚雷3連装発射管はアメリカのMk 32 短魚雷発射管、A244/S短魚雷はMk 46 短魚雷におおむね匹敵する。
4. Z-9C 哨戒ヘリコプター、格納庫、および着艦拘束装置（ハープーン・グリッド・システム）
ただし、既存の艦を改装して航空艤装を施した関係で、格納庫の位置が高くなり、重心の上昇を招いて艦の安定性を損なうという問題があった。

これらの装備は、本型で運用試験を受けたのち、艦載ヘリコプターについては江衛I型（053H2G型）から、SJD-7ソナーと短魚雷については江衛II型（053H3型）から実用化された。また、100mm55口径コンパクト砲は、052B型駆逐艦（旅洋I型）以降の全ての中国製駆逐艦、および054型フリゲートに搭載されている。
このように優れた対潜戦闘能力を備えていたことから、運用試験の終了後、本型は中国海軍でもっとも優れた対潜フリゲートとして活躍し、「中華反潜第一艦」（中国初の対潜艦艇）とも称された。
| 艦番号 | 艦名          | 就役            | 退役          | 備考                                                                                        |
| ------ | ------------- | --------------- | ------------- | ------------------------------------------------------------------------------------------- |
| 544    | 旅順 (Lushun) | 1985年 12月24日 | 2019年 9月4日 | 旧名「四平」(Siping) 2010年に、戦闘部隊から海軍訓練学校（大連）に転属し「旅順」に改称した。 |

## 江滬V型 / 053H1G型
1980年代後半から1990年代にかけて南沙諸島や台湾海峡の情勢が緊迫し、哨戒艦艇を配備する必要が生じた。しかし、上記のとおり053H2型は不満足なものであり、一方、後継となるべき053H3型は、この時期、まだ建造に入れる状況ではなかった。このことから中国海軍は053H1型をベースに、053H2型で実用化された装備をバックフィットした、漸進的な改良型の建造を決定した。これによって建造されたのが053H1G型（江滬V型）である。

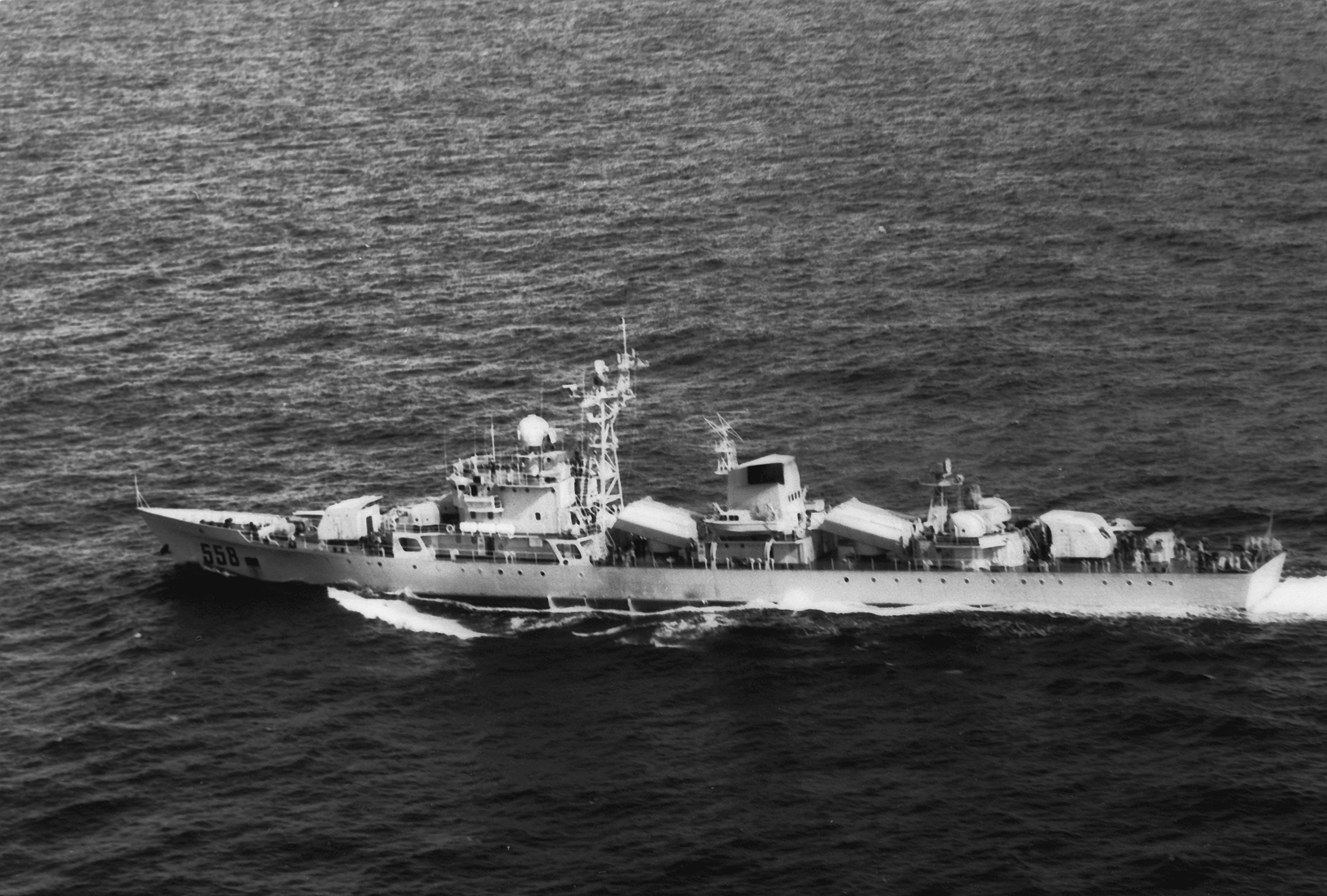
江衛-V型 (053H1G型)

いわば「戦時急造艦」である江滬V型（053H1G型）は、冒険を避けたうえで、江滬I型（053H / H1型）を最大限に強化した設計となっている。船体設計としては、上部構造物を密閉構造として、NBC防護能力を付与したことがあげられる。これは053型シリーズとしては初の能力で、続く江衛型（053H2G / 053H3型）でも踏襲された。
近接防空火器は37mm連装機関砲で変わらないが、その機種は全自動の076A型に変更され、限定的ながらも対艦ミサイルに対する迎撃能力が付与された。また、対潜火力も、より長射程で強力なRBU-3200に変更されている。対艦ミサイルとしては、旧来より使用されてきたものの改良版であるSY-1AやSY-2を搭載するものとしたが、最近、新型のYJ-83への換装が順次進められている。
電子機器も強化されており、053H2型と同様のZKJ-3戦術情報処理装置が設置されたほか、長距離対空レーダーは強化型の517-H型とされ、対空・対水上レーダーも新型の360型レーダーに変更された。これはイタリア・セレニア社のRAN-10S / SPS-774レーダーの中国版で、Sバンドを使用して遠達性に優れ、クラッター除去能力にも優れている。
このように漸進的な設計を採用したことで、江滬V型（053H1G型）は、3年間で6隻が就役するという急速な整備が可能となった。本型の最終艦が就役した1996年には、まったく新しい設計による汎用フリゲートの本命である江衛II型（053H3型）の建造がはじまっており、本型が、対水上任務重視の江滬型フリゲートの系譜としては最後の艦となる。
| 艦番号 | 艦名            | 就役   | 退役                                                                  | 所属艦隊 | 備考                                                               |
| ------ | --------------- | ------ | --------------------------------------------------------------------- | -------- | ------------------------------------------------------------------ |
| 558    | 自貢 (Zigong)   | 1993年 |                                                                       | 東海艦隊 |                                                                    |
| 559    | 北海 (Beihai)   | 1994年 | 火力支援艦として江滬I型「九江」と同様の改装が実施されるかもしれない。 | 東海艦隊 |                                                                    |
| 560    | 東莞 (Dongguan) | 1993年 | 2019年                                                                | n/a      | 2010年に搭載ミサイルをC-201(CSS-N-3)からC-802(CSS-N-8)に改装した。 |
| 561    | 汕頭 (Shantou)  | 1993年 | 2019年                                                                | n/a      |                                                                    |
| 562    | 江門 (Jiangmen) | 1995年 |                                                                       | 南海艦隊 |                                                                    |
| 563    | 仏山 (Foshan)   | 1996年 |                                                                       | 南海艦隊 |                                                                    |

## 諸元表
|              |              | 江滬I型 （053H型） | 江滬II型 （053H1型） | 江滬IV型 （053H1Q型） | 江滬III型 （053H2型） | 江滬V型 （053H1G型） |
| ------------ | ------------ | --- | --- | --- | --- | --- |
| 就役初年     | 就役初年     | 1975年 | 1982年 | 1985年 | 1986年 | 1993年 |
| 建造数       | 建造数       | 14隻 | 9隻 | 1隻 | 3隻 | 6隻 |
| 基準 排水量  | 基準 排水量  | 1,425～1,448 t | 1,425～1,448 t | 1,575～1,600 t | 1,655 t | 1,425～1,448 t |
| 満載 排水量  | 満載 排水量  | 1,702～1,729 t | 1,702～1,729 t | 1,820～1,895 t | 1,955～1,960 t | 1,702～1,729 t |
| 全長         | 全長         | 103.2m | 103.2m | 103.2m | 103.2m | 103.2m |
| 全幅         | 全幅         | 10.2～10.8m | 10.2～10.8m | 10.2～10.8m | 10.8～10.83m | 10.2～10.8m |
| 主機関/ 軸数 | 主機関/ 軸数 | 説1：滬東重機 12E 390V 中速ディーゼルエンジン×2基/2軸プロペラ 説2：SEMT ピルスティク 12PA6 280BTC 高速ディーゼルエンジン×2基/2軸プロペラ | 説1：滬東重機 12E 390V 中速ディーゼルエンジン×2基/2軸プロペラ 説2：SEMT ピルスティク 12PA6 280BTC 高速ディーゼルエンジン×2基/2軸プロペラ | 説1：滬東重機 12E 390V 中速ディーゼルエンジン×2基/2軸プロペラ 説2：SEMT ピルスティク 12PA6 280BTC 高速ディーゼルエンジン×2基/2軸プロペラ | 説1：滬東重機 12E 390V 中速ディーゼルエンジン×2基/2軸プロペラ 説2：SEMT ピルスティク 12PA6 280BTC 高速ディーゼルエンジン×2基/2軸プロペラ | 説1：滬東重機 12E 390V 中速ディーゼルエンジン×2基/2軸プロペラ 説2：SEMT ピルスティク 12PA6 280BTC 高速ディーゼルエンジン×2基/2軸プロペラ |
| 総出力       | 総出力       | 14,400PS (10.6MW)<連続最大出力> ; 16,200PS (11.9MW)<瞬間最大出力>                                                                        | 14,400PS (10.6MW)<連続最大出力> ; 16,200PS (11.9MW)<瞬間最大出力>                                                                        | 14,400PS (10.6MW)<連続最大出力> ; 16,200PS (11.9MW)<瞬間最大出力>                                                                        | 14,400PS (10.6MW)<連続最大出力> ; 16,200PS (11.9MW)<瞬間最大出力>                                                                        | 14,400PS (10.6MW)<連続最大出力> ; 16,200PS (11.9MW)<瞬間最大出力>                                                                        |
| 速力         | 速力         | 25.5～26kt | 25.5～26kt | 25.5～26kt | 26～28kt | 25.5～26kt |
| 航続距離     | 航続距離     | 4,000 nm@15kt 2,700 nm@18kt | 4,000 nm@15kt 2,700 nm@18kt | 4,000 nm@14kt 2,700 nm@18kt | 4,000 nm@15kt 2,700 nm@18kt | 4,000 nm@15kt 2,700 nm@18kt |
| 乗員         | 乗員         | 200人（士官30名を含む） | 200人（士官30名を含む） | 185人（士官30名を含む） | 200名（士官30名を含む） | 200名（士官30名を含む） |
| 兵装         | 兵装         | B-34 100mm単装砲×2基 | 79式100mm連装砲×2基 | 100mmコンパクト単装速射砲×2基 | 79A式100mm連装砲×2基 | 79A式100mm連装砲×2基 |
| 兵装         | 兵装         | 61式37mm連装機関砲×6基 ※一部艦は2基に削減                                                                                                | 76式37mm連装機関砲×4基 | 76式37mm連装機関砲×4基 | 76式37mm連装機関砲×4基 | 76A式37mm連装機関砲×4基 |
| 兵装         | 兵装         | HY-2 SSM 連装発射筒×2基 | HY-2 SSM 連装発射筒×2基 | HY-2 SSM 連装発射筒×1基 | 説1：YJ-83 SSM 発射筒×4基 説2：YJ-8 SSM 発射筒×8基                                                                                       | HY-2 SSM 連装発射筒×2基 |
| 兵装         | 兵装         | RBU-1200 5連装対潜ロケット発射機×2基 | | | | |
| 兵装         | 兵装         | BMB-2 爆雷投射機×2基 ※一部艦は撤去 | BMB-2 爆雷投射機×2基 ※一部艦は撤去 | ILAS 3連装324mm魚雷発射管×2基 | BMB-2 爆雷投射機×2基 | BMB-2 爆雷投射機×2基 |
| 兵装         | 兵装         | 爆雷装填架台×2基 ※一部艦は撤去 | 爆雷装填架台×2基 ※一部艦は撤去 | ILAS 3連装324mm魚雷発射管×2基 | 爆雷装填架台×2基 | 爆雷装填架台×2基 |
| 兵装         | 兵装         | 機雷最大60発の運搬能力 | | | | |
| CDS          | CDS          | － | － | － | ZKJ-3 戦術情報処理装置 | ZKJ-3 戦術情報処理装置 |
| レーダー     | レーダー     | － | 517型 対空早期警戒用（NATO A帯） | － | 517型 対空早期警戒用（NATO A帯） | 517型 対空早期警戒用（NATO A帯） |
| レーダー     | レーダー     | 354型 低空・水上捜索用（C帯） | 354型 低空・水上捜索用（C帯） | 354型 低空・水上捜索用（C帯） | 354型 低空・水上捜索用（C帯） | 説1：型式不明 対空・水上捜索/SSM目標指示用（X帯） 説2：360型 対空・水上捜索/SSM目標指示用（S帯）                                         |
| レーダー     | レーダー     | 352型 低空・水上捜索/SSM目標指示用（X帯） ※但し目標追跡は手動                                                                            | | | | 説1：型式不明 対空・水上捜索/SSM目標指示用（X帯） 説2：360型 対空・水上捜索/SSM目標指示用（S帯）                                         |
| レーダー     | レーダー     | 756型 航法用（S/X帯デュアルバンド）または、Decca RM1290A/D 航法用（X帯）                                                                 | | | | |
| FCS          | FCS          | DM-3 光学式測距儀（主砲用）×1基 ※一部艦は343型FCSに換装                                                                                  | 343型（主砲/機関砲用）×1基 | NAJA光学FCS（主砲用）×1基 | 343G型（主砲/機関砲用）×1基 | 343型（主砲/機関砲用）×1基 |
| FCS          | FCS          | － | 説1：347G型（機関砲用）×1基 説2：341型（機関砲用）×1基                                                                                   | 説1：347G型（機関砲用）×1基 説2：341型（機関砲用）×1基                                                                                   | 説1：347G型（機関砲用）×1基 説2：341型（機関砲用）×1基                                                                                   | 説1：347G型（機関砲用）×1基 説2：341型（機関砲用）×1基                                                                                   |
| 電子戦       | 電子戦       | 923-1型（RW-23-1）ESM装置 | 923-1型（RW-23-1）ESM装置 | 923-1型（RW-23-1）ESM装置 | 981型 ESM/ECM装置 | 説1：923-1型（RW-23-1）ESM装置 説2：981型 ESM/ECM装置                                                                                    |
| 電子戦       | 電子戦       | SRBOC Mk33 6連装デコイ発射機×2基 | SRBOC Mk33 6連装デコイ発射機×2基 | SRBOC Mk33 6連装デコイ発射機×2基 | 945型 26連装デコイ発射機×2基 | 説1：945型 26連装デコイ発射機×2基 説2：946型 15連装デコイ発射機×2基                                                                      |
| ソナー       | ソナー       | EH5 中周波アクティブ・ハルソナー | EH5 中周波アクティブ・ハルソナー | EH5 中周波アクティブ・ハルソナー | 説1：EH5 中周波アクティブ・ハルソナー 説2：EH5 中周波アクティブ・バウソナー                                                              | 説1：EH5 中周波アクティブ・ハルソナー 説2：EH5A 中周波アクティブ・ハルソナー                                                             |
| 艦載機       | 艦載機       | － | － | Z-9C×1機 | － | － |